# Cölestinerinnen-Kirche Steyr

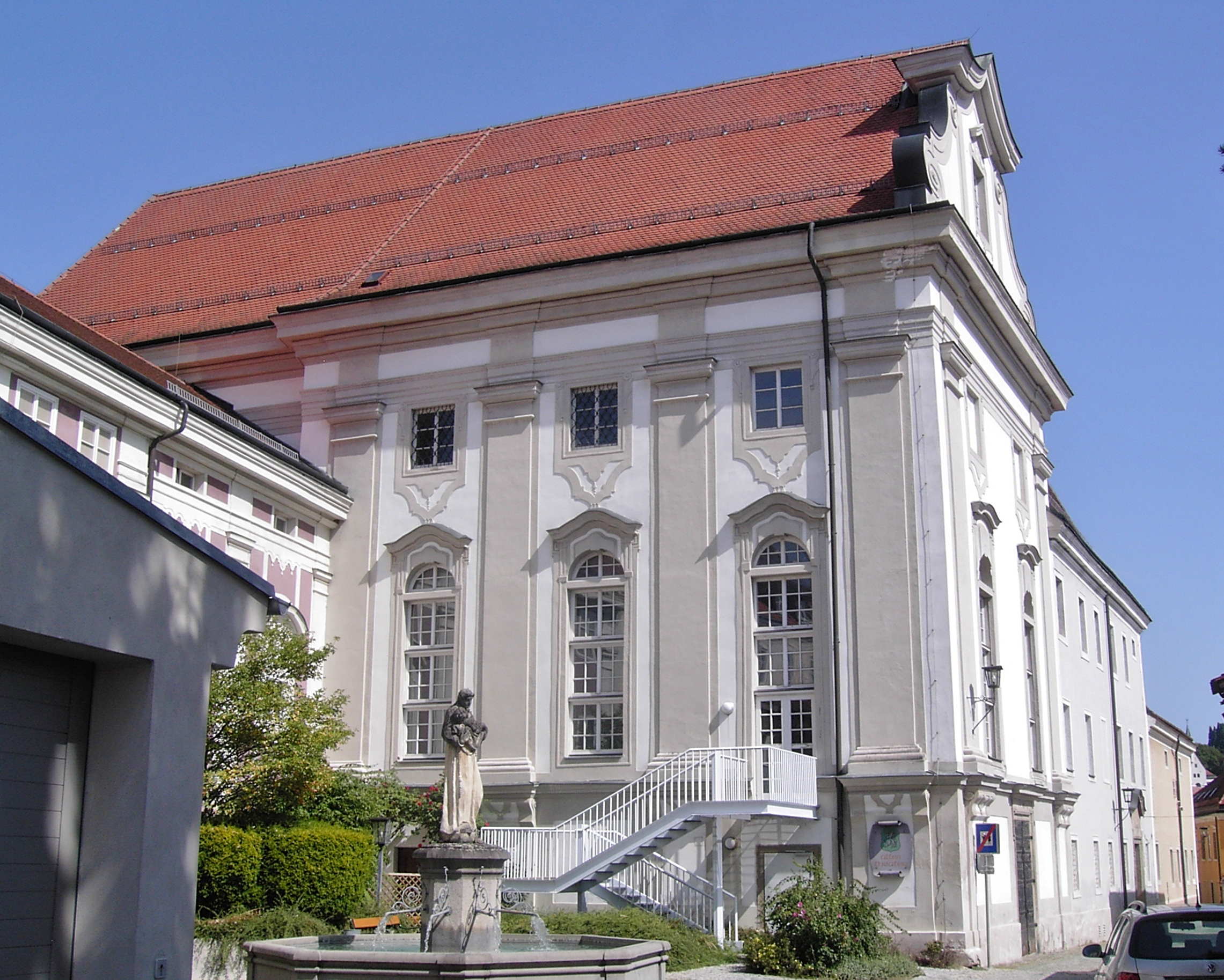
Ehemalige Klosterkirche in Steyr

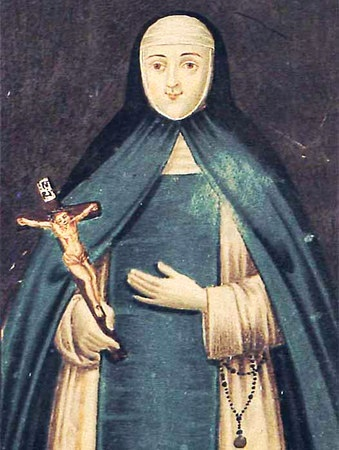
Cölestinerin aus Steyr

Die Cölestinerinnen-Kirche Steyr ist eine ehemalige Klosterkirche der Cölestinerinnen in der Stadt Steyr in Oberösterreich. Das Gebäude steht unter Denkmalschutz und dient heute als Musikschule und Veranstaltungshaus.

## Geschichte
Die Klosterkirche wurde von 1676 bis 1681 erbaut und nach einem Brand 1727 im Jahre 1728 wiederaufgebaut. 1784 erfolgte die Aufhebung des Klosters. Die Stadtgemeinde erwarb das Kloster und die Kirche. 1789 wurde mit der ehemaligen Bühneneinrichtung aus dem aufgehobenen Stift Garsten provisorisch ein Theater begonnen. Der eigentliche Umbau zu einem Theater wurde mit finanzieller Unterstützung durch Fürst Lamberg 1796 vorgenommen. Der ehemalige Hochaltar mit Statuen im Stil des Rokoko mit einem Altarbild vom Maler Franz Xaver Gürtler (1777) wurde 1839 in die Pfarrkirche Schiedlberg übertragen.

## Architektur
Die turmlose barocke Kirche mit toskanischen Kolossalpilastern und barocken Fensterverdachungen zeigt sich im Osten an der Giebelfassade mit einer reich geschwungenen Bekrönung. In der ehemaligen Gruft ist ein Fresko Kreuzigungsgruppe vom Maler Johann Georg Morzer aus der Mitte des 18. Jahrhunderts.